# Proegmenomyia metallica
Proegmenomyia metallica är en tvåvingeart som beskrevs av Kertesz 1914. Proegmenomyia metallica ingår i släktet Proegmenomyia och familjen vapenflugor. Inga underarter finns listade i Catalogue of Life.